# Ziekenhuis Amsterdam-Noord

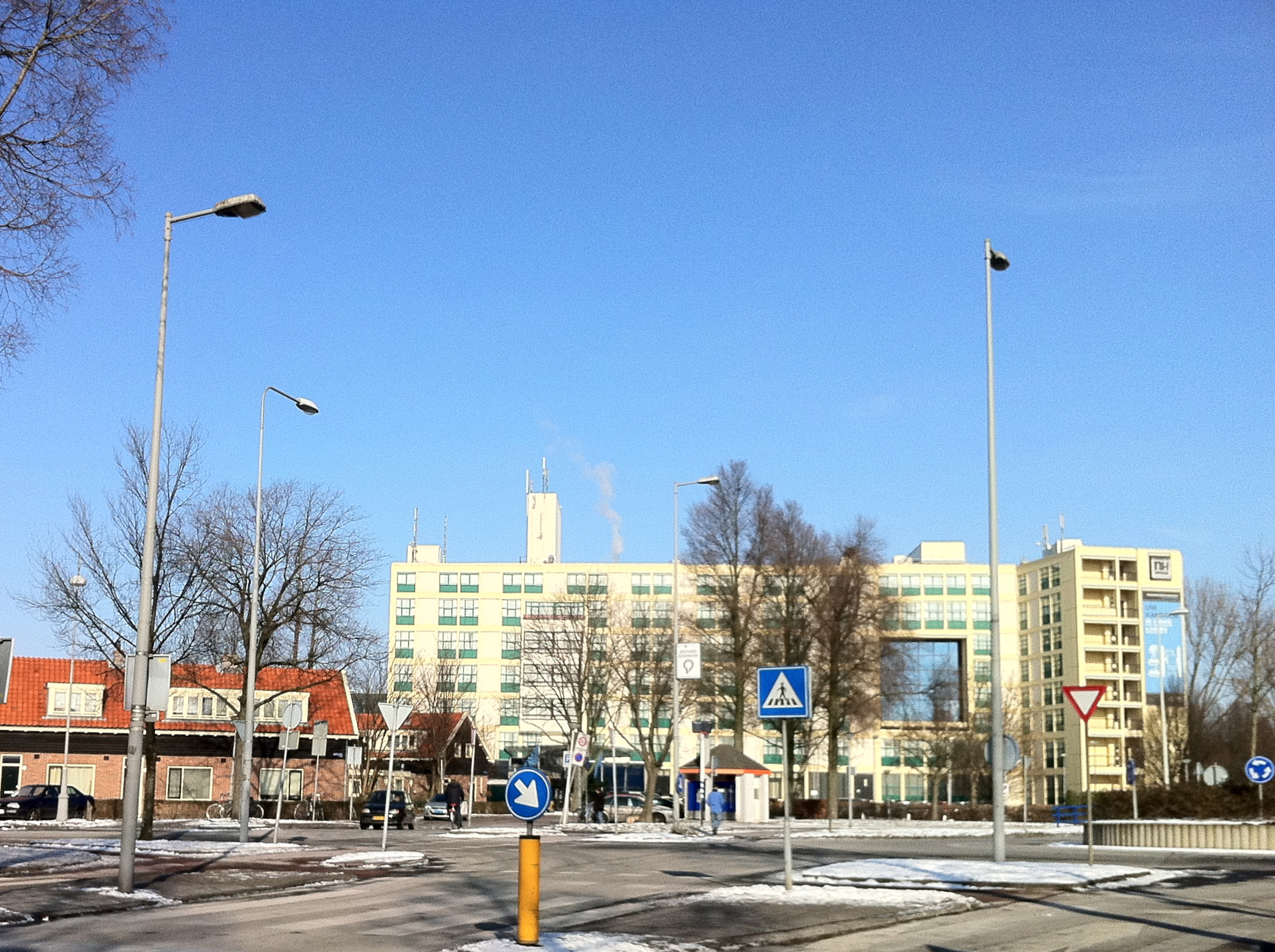
Ziekenhuis Amsterdam-Noord

Het Ziekenhuis Amsterdam-Noord (ZAN) was van 1966 tot 1987 een ziekenhuis aan het Mosplein in Amsterdam-Noord (Nederland). Het huidige BovenIJ Ziekenhuis nam toen de functie van het ZAN over. Met de bouw werd in 1961 gestart, maar de aannemer maakte weinig haast om het op te leveren. In juni 1966 werd het officieel geopend door Prinses Margriet.
Het gebouw bestaat nog steeds en biedt plaats nu aan het hotel NH Amsterdam Noord. Het hotel telt 290 kamers en 14 vergaderzalen, een restaurant, bar en fitnessruimte. NH Hoteles heeft het hotel compleet gerenoveerd in 2009 en het opende zijn deuren weer op 1 april 2010 onder de naam NH Galaxy. Na 2 eerdere naamswijzigingen, van NH City North naar NH Central Station, is weer de oorspronkelijke naam Galaxy teruggekeerd, vervolgens is de naam weer veranderd en heet het nu NH Amsterdam Noord. Golden Tulip heeft eerder ook in het pand gezeten.